# 山梨県民情報プラザ
山梨県民情報プラザ（やまなしけんみんじょうほうプラザ）は、山梨県甲府市丸の内にかつて存在した多目的施設である。

## 概要
前身については「甲府西武」を参照
1998年（平成10年）まで営業していた甲府西武（旧・中込百貨店 → アーバンなかごみ → 西友中込店 → 西友甲府西武店）の土地を買収（建物は無償譲渡）し、このうち地下1階から地上3階までを改修のうえ、翌1999年（平成11年）より使用している。このうち地下1階は山梨県民会館と共有する形で展覧会場として使用し、地上3階部分は甲府市役所に貸出し、各種会議室として使用されている。
建物自体は1973年（昭和48年）竣工と県庁舎施設としては新しい部類に入るが、元々商業施設として建築されたため事務所として使用するには制約があることやから地上4階から地上8階および地下2階・地下3階は改修せず閉鎖されていた。
隣接する第二南別館などと共に新庁舎構想による「防災新館」の建設が決定したことから、2009年（平成21年）度中に閉鎖となり、建物は解体された。なお、情報プラザの機能は防災新館の1階にある「やまなしプラザ」が引き継いでいる。

## フロア案内
閉鎖直前までの概要
| 階       | 施設                                                                              |
| -------- | --------------------------------------------------------------------------------- |
| 4F－8F   | （未改修のため閉鎖）                                                              |
| 3F       | 甲府市役所関連施設（甲府駅周辺整備課内会議室など）                                |
| 2F       | 山梨県庁舎関連施設 （パスポートセンター、県民生活センター、県民情報センターなど） |
| 1F       | 山梨県庁舎関連施設 （ジョブカフェ、県展示コーナー、市町村展示コーナーなど）       |
| B1F      | 展覧会場（2009年3月まで）                                                         |
| B2F－B3F | （未改修のため閉鎖）                                                              |

上記のうちジョブカフェと展示コーナーは「やまなしプラザ」に引き継がれた。パスポートセンターは国際交流センター1階、生活センターは山梨県JA会館5階、県民情報センターは県庁舎西別館に移動している。

## 風林火山博

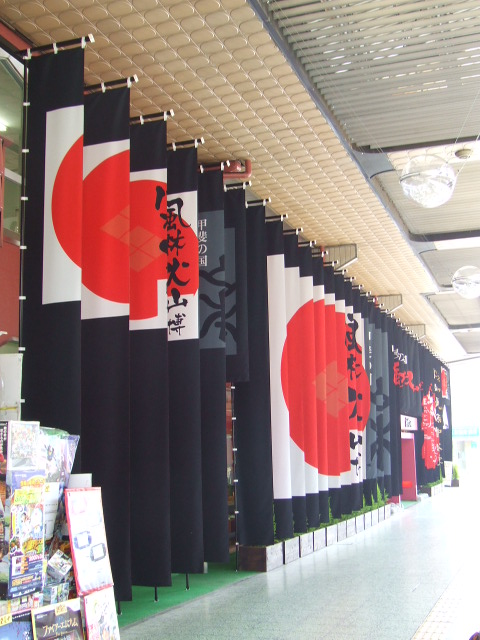
風林火山博会場外観

2007年に放映された大河ドラマ『風林火山』にあわせ、2007年1月20日から2008年1月20日まで「甲斐の国 風林火山博」（かいのくに ふうりんかざんはく）と称し、様々な展示品や催しが情報プラザの1階および2階で行なわれた。
期間中は大河ドラマや武田氏の歴史などに関する展示やミニシアターが放映されたほか、レストランやカフェテリア、土産品店などが設置された。また季節に応じてミス浴衣コンテストやハロウィン仮装コンテストなども開催されている。入場者数は48万6千235人と動員目標である20万人の倍以上の動員を記録し、イベントは成功した。なお、5月26日には安倍晋三内閣総理大臣が訪れ、展示品を見たり記念撮影するなどしている。